# Hughes Point
Der Hughes Point ist eine steile und felsige Landspitze im westantarktischen Ellsworthland. Sie liegt an der Westflanke der Mündung des Exum-Gletschers in den Jones Mountains.
Teilnehmer einer Expedition der University of Minnesota zu den Jones Mountains von 1960 bis 1961 kartierten und benannten sie. Namensgeber ist Wayne B. Hughes, im selben Zeitraum stellvertretender Repräsentant des United States Antarctic Research Program auf der McMurdo-Station.